# Хиль, Хесус
Грегорио Хесус Хиль-и-Хиль  (исп. Gregorio Jesús Gil y Gil; 12 марта 1933 — 14 мая 2004) — испанский бизнесмен и политик. Он занимал пост мэра Марбельи с 1991 по 2002 год и в течение 16 лет руководил футбольным клубом «Атлетико  Мадрид».

## Биография

### Бизнес
В 1960-х Хиль руководил строительной фирмой, занимавшейся возведением закрытых посёлков. Комплекс, который он построил в Сан-Рафаэле, недалеко от Сеговии, рухнул в 1969 году, в результате чего 58 человек погибли и многие получили ранения. Последующее расследование показало, что цемент в новом здании не застыл, и весь проект был завершён без привлечения архитекторов, геодезистов и планировщиков. Хиль был приговорён к пяти годам тюремного заключения, но через 18 месяцев был помилован генералом Франсиско Франко.

### Футбол
В 1987 году Хиль был избран президентом футбольной команды «Атлетико Мадрид» (его первым подписанием был контракт с 21-летним португальским нападающим Паулу Футре), сменив на этом посту Франсиско Хавьера Кастедо, пробывшего в должности всего несколько месяцев. Команда показывала красивый футбол, но выиграть смогла только два Королевских кубка — в 1991 и 1992 годах. Меняя тренеров как перчатки, Хесус Хиль остановился на Радомире Античе, который выиграл чемпионат и Кубок в 1996 году, впервые сотворив дубль.
Английская инди-рок-группа Prolapse выпустила песню под названием Surreal Madrid на своём альбоме 1994 года Pointless Walks to Dismal Places, в тексте которой подробно описывается неоднозначное пребывание Хила на посту клубного президента.

### Политика
В 1991 году он основал и возглавил политическую партию Grupo Independiente Liberal (GIL) и в том же году был избран мэром Марбельи. Он установил бюст Франсиско Франко в ратуше и был известен тем, что ходил по улицам города, выкрикивая оскорбления в адрес проституток и бездомных. Во время заседаний городского совета он публично назвал члена Испанской социалистической рабочей партии Изабель Гарсиа Маркос «шлюхой». Несмотря на неоднозначную репутацию, Хесус Хиль трижды успешно переизбирался.
В апреле 2002 года ему запретили на 28 лет занимать государственные должности, заставили уйти с поста мэра и ненадолго посадили в тюрьму.